# Maravilha de Cenário
Maravilha de Cenário é o sétimo álbum de estúdio do cantor Martinho da Vila, lançado em 1975 pela gravadora RCA.

## Lista de faixas
1. Aquarela Brasileira
2. Você Não Passa de Uma Mulher
3. Tempo de Menino
4. Andando de Banda
5. Lá Na Roça (Mês de Maria)
6. Maré Mansa
7. Salve a Mulatada Brasileira
8. Verdade Verdadeira
9. Cresci no Morro
10. Hino dos Batutas de São José
11. Se algum dia
12. Glórias Gaúchas